# Władysław Mika
Władysław Mika pseudonim Korwin, Narcyz (ur. 15 stycznia 1908 w Brzózie, zm. 19 września 1973 w Poznaniu) – major Wojska Polskiego.

## Życiorys
Urodził się w rodzinie Józefa i Marcjanny z Chmielewskich. W rodzinnej wsi ukończył szkołę powszechną, a następnie kontynuował naukę w gimnazjum. W latach 1928–1929 uczył się w Szkole Podchorążych Piechoty w Ostrowi Mazowieckiej, a w latach 1929–1932 w Szkole Podchorążych Inżynierii w Warszawie. 7 sierpnia 1932 prezydent RP mianował go podporucznikiem w korpusie oficerów łączności z dniem 15 sierpnia 1931 i 29. lokatą, a minister spraw wojskowych wcielił do 7 Batalionu Telegraficznego w Poznaniu na stanowisko dowódcy plutonu. 5 marca 1934 prezydent RP nadał mu z dniem 1 stycznia 1934 stopień porucznika w korpusie oficerów łączności i 34. lokatą. W marcu 1939 pełnił służbę w Szkole Podchorążych Piechoty w Komorowie na stanowisku instruktora łączności II batalionu.
W kampanii wrześniowej 1939 walczył na stanowisku dowódcy kompanii telefonicznej 1 Dywizji Piechoty Legionów. Przeszedł 1 DP Leg. od Prus Wschodnich poprzez Pułtusk, Wyszków, Kałuszyn, Jagodno, Tarnawatkę i Biłgoraj. Brał udział w bojach pod Wyszkowem i Tarnawatką. 
Od 1940 roku uczestniczył w konspiracji w ZWZ–AK, gdzie został przydzielony do Oddziału Łączności KG ZWZ AK. W 1942 został awansowany do stopnia kapitana, a w 1944 roku do stopnia majora. Brał udział w powstaniu warszawskim. 
Pochowany został na cmentarzu Junikowskim w Poznaniu. Był żonaty z Teodozją z domu Płoszajską. 

## Ordery i odznaczenia
W ZWZ AK odznaczony został Orderem Virtuti Militari kl.5, Krzyżem Walecznych i Srebrnym Krzyżem Zasługi z Mieczami.